# Žemaitijos pienas
Žemaitijos pienas (żmudz. Žemaitėjės pėins, dosł. Żmudzkie mleko) – litewska spółka akcyjna, trzeci co do wielkości koncern mleczny na Litwie.
Historia spółki sięga 1924 roku, gdy założono pierwszą mleczarnię w Telszach. W czasach Litewskiej Socjalistycznej Republiki Radzieckiej zbudowano fabrykę serów (1984–1986), która w 1993 roku została sprywatyzowana i od tego czasu nazywa się „Žemaitijos pienas”'. W 1995 roku doszło do fuzji spółek „Klaipėdos pienas” i „Šilutės Rambynas”.
„Žemaitijos pienas” jest po „Pieno žvaigždės” i „Rokiškio sūris” trzecią co do wielkości firmą przetwarzającą i sprzedającą produkty mleczne. Spółka jest notowana na giełdzie wileńskiej, jej głównym akcjonariuszem pozostaje Algirdas Pažemeckas.
Sztandarowym produktem firmy jest ser podpuszczkowy Džiugas.